# Morfină
Morfina este un agonist opioid, fiind utilizat ca analgezic puternic. Termenul provine de la numele lui Morpheu, zeul visurilor în mitologia greacă. Este principalul agent activ din opiu (sub formă de meconat), concentrația sa în extractul de opiu variind între 8 și 14%, cu o medie de 10%. Este un analgezic foarte puternic, face parte din grupa alcaloizilor morfinanici propriu-ziși alături de codeină și tebaină.  Căile de administrare disponibile sunt multiple; se poate administra subcutanat, intravenos, intramuscular, intratecal, rectal și oral.
Sursa primară de morfină este capsula imatură recoltată de la specia Papaver somniferum. Compusul a fost izolat pentru prima dată între anii 1803 și 1805 de către Friedrich Sertürner. Cel mai probabil aceasta a fost primul procedeu de izolare a unui principiu activ dintr-o sursă vegetală. Aproximativ 70 % din morfina care se obține este utilizată pentru obținerea opioidelor de semisinteză, precum sunt: hidromorfonă, oximorfonă și heroină. Se află pe lista medicamentelor esențiale ale Organizației Mondiale a Sănătății, care cuprinde cele mai importante medicamente necesare într-un sistem medical de bază.

## Istoric
A fost izolată în 1804 de farmacistul german Friedrich Wilhelm Adam Sertürner, care a numit-o "morphium".
După dezvoltarea acului hipodermic (1853) utilizarea sa a început să fie din ce în ce mai răspândită în special ca analgezic și sedativ dar și ca tratament al depresiilor și al dependenței de opiu.
Heroina (diacetilmorfină) a fost sintetizată din morfină în anul 1874 prin acetilarea celor doi radicali hidroxil ai moleculei.

## Utilizare medicală
Morfina este utilizata pentru a trata durerile acute și cronice.

### Căi de administrare
Morfina se administrează de obicei parenteral, sub formă de clorhidrat de morfină. Administrarea orală (per os) a morfinei nu este avantajoasă, deoarece biodisponibilitatea în acest caz este foarte mică. Sulfatul de morfină are o biodisponibilitate ceva mai bună la administrarea orală.
Se poate administra și pe cale rectală, sub formă de supozitoare sau clisme.

### Indicații
- Dureri intense neoplazice sau traumatice, acute sau cronice, la adulți.
- Intoxicație cu atropină (de elecție)

Utilizarea la copii este contraindicată.
Utilizarea morfinei ca antidiareic sau antitusiv este în prezent anacronică și chiar contraindicată.
În situații cu totul excepționale se poate folosi morfina în tratamentul tusei severe fără expectorație, al diareei severe, sau ca adjuvant pentru anestezia generală.

### Contraindicații
- Abdomen acut
- Pancreatită acută
- Insuficiență renală (acută sau cronică)
- Insuficiență respiratorie
- Astm bronșic
- Traumatisme cerebrale

### Efecte adverse
- Greață și vărsături
- Constipație, diminuarea apetitului
- Deprimare respiratorie accentuată, urmată de stop respirator prin paralizia centrului respirator, la doze peste cele terapeutice
- Toleranță la efectul analgezic și dependență la repetarea dozelor
- Prurit și fenomene alergice

## Farmacologie
Morfina este un agonist opioid complet, a cărui acțiune se localizează la nivel central, cu o oarecare predilecție pentru nucleul arcuat. O mare parte din efectele sale (analgezia supraspinală, euforia, deprimarea marcată a respirației, inhibarea centrului tusei, mioza, dependența fizică, inhibarea motilității digestive - responsabilă de constipație) se datorează în special legării la receptorii µ (miu). Legarea la receptorii k (kappa) determină analgezia de la nivel spinal (mai slabă), disforie, halucinații și depresie respiratorie redusă. Acționarea receptorilor δ (delta)amplifică efectele stimulării µ și k.
Este metabolizată destul de rapid în ficat, prin conjugare cu acidul glucuronic, rezultând 2-, 3-, și 6-glucuronid-morfină, dar și prin N-demetilare, însă într-o proporție nesemnificativă. Derivatul 6-glucuronid-morfină (M6G) este mai activ decât morfina, având o afinitate mai mare pentru receptori și mai puține efecte adverse.

## Statut legal
La nivel internațional, morfina se află pe Lista galbenă a Single Convention on Narcotic Drugs: http://www.incb.org/pdf/e/list/yellow.pdf Arhivat în 26 martie 2006, la Wayback Machine..

### România
În România este considerat a fi un drog de mare risc (tabelul II din Legea nr 143/2000 privind combaterea traficului și consumului ilicit de droguri). Este un medicament eliberat din farmacii pe bază de prescripție medicală specială.